# 龍王魔法陣
『龍王魔法陣』（りゅうおうまほうじん）は、藤井みほなの少女漫画作品。八大竜王を題材としたファンタジー漫画だが、随所にマニアックな要素も盛り込まれている。『りぼん』1996年4月号から1997年3月号まで連載されていた。単行本は全3巻。

## あらすじ
天龍リノは世界征服を企む武道家の少女。翔鶴学園高校に入学したその日から世界征服の一環としてあらゆる武道系クラブの看板破りを行うが、同じく新入生の龍乃せれなと戦うことになる。その戦闘の様子を見ていた龍驤八代をはじめとする生徒会メンバーは、龍気を発動させた彼女らをその場で生徒会にスカウトする。そんな矢先、「法城京」から刺客が生徒会メンバーを襲い、そして巨大な浮遊城「法城京」が出現する。

## 登場人物
学校名および登場人物名の多くは旧日本軍の軍艦・軍用機に由来する。

### 生徒会
天龍リノ（てんりゅう リノ）
天龍派武術の使い手で、剣術も得意とする。火の龍気を持つ。得意技は「火龍剣」。世界征服を企む。八代に一目ぼれをする。
せれなとともに法城京へ連れてこられ、鐘馗に術をかけられて一時仲間と敵対したが、最終決戦では背後から鐘馗を斬るも、鐘馗が跋難陀の龍玉の半分を持っていたために自身も瀕死の重傷となる。その際龍玉が元に戻った。
龍乃せれな（りゅうの せれな）
龍乃我流拳法の使い手。地の龍気を持つ。ボーイッシュな少女。中学時代、夢の中での摩那斯龍王との接触を経て、ほぼ独学で武術を体得した。
龍驤八代（りゅうじょう やしろ）
生徒会会長。龍驤家活人剣術の使い手。生の龍気を持つ。平和主義者。生徒会役員は彼の家に残された古文書を読み解き、龍気を持つ者を探していた。
仙龍華月（せんりゅう かげつ）
生徒会副会長。仙龍陰陽術の使い手で槍の名手。影の龍気を持つ。クールな知的美人だが、オバケや妖怪など醜悪なものが苦手。
蒼龍しぐれ（そうりゅう しぐれ）
生徒会書記。蒼龍秘伝呪術の使い手。水の龍気を持つ。気や体が弱く血を見るだけで失神する。その軟弱さから隼人に無理やり陸上部に入部させられた。寺の息子で僧衣を着たり読経をすると心が落ち着く。隼人を唯一無二の親友と思っている。
雲龍榛名（うんりゅう はるな）
生徒会会計。雲龍派日本舞踊の踊り手。雲の龍気を持つ。日本舞踊部の部長。普段から袴姿で女性のような言葉使いをする。気位が高く、我が道を行く発言が目立つ。また、大抵はお囃子隊を引き連れている。
護法神四天王の1人、水山と対峙した際は、攻撃をかわしながら、封印用の魔法陣を描くこともやってのけた。
飛龍隼人（ひりゅう はやと）
風紀委員長。自己流の中国拳法の使い手で格闘技マニア。主な武器は三節棍。風の龍気を持つ。陸上部所属（部長）熱血体育会系青年。ノリは軽い。しぐれの世話役（?）。
龍鳳五十鈴（りゅうほう いすず）
文化委員長。龍鳳派忍術の使い手。雷の龍気を持つ。チアリーダーで学園のアイドル。ぶりっ子キャラで、ごく稀にギャル語を交える話し方が特徴。
忍び装束を着ている際に、その襟から肩を出すことでバージョンアップする。

### 法城京
法城鐘馗（ほうじょう しょうき）
法城京の主。1000年前に世を支配しようとしたが、八大龍王によって封印された。跋難陀の龍玉の半分を持っている間に、そこに込められた「愛」によって少しずつ人間らしい感情を覚えていた。
香椎（かしい）
鐘馗の弟。
秋水（しゅうすい）
鐘馗と跋難陀の息子。まだ子供だが、術によって青年の姿にもなる。
伽羅（きゃら）
法城京の従者。クールな女性。香椎を慕っている。
沙羅（さら）
伽羅の妹。初登場時は華月と互角の戦いを見せたが、以後はギャグキャラと化した。
護法神四天王（ごほうしん してんのう）
秋水配下の四人組。メンバーは坤離帝「火山」（こんりてい かざん）、坎艮帝「水山」（かんごんてい すいざん）、巽震帝「風山」（そんしんてい ふうざん）、乾兌帝「金山」（かんだてい ごんざん）。

### 八大龍王
1000年前に鐘馗たちを封印した八大龍王。容姿は現世と変わらないが、一部性別が入れ替わっている。
難陀龍王（なんだ りゅうおう）
八代の前世。跋難陀とは相思相愛だった。
跋難陀龍王（ばつなんだ りゅうおう）
リノの前世。鐘馗に見初められ、難陀を守るために魂の半分（魂が籠った玉＝龍玉の片割れ）を鐘馗に渡した。
娑羯羅龍王（しゃがら りゅうおう）
華月の前世。華月によると、華月よりナイスバディらしい。
和修吉龍王（わしゅきつ りゅうおう）
隼人の前世。
徳叉迦龍王（とくしゃか りゅうおう）
しぐれの前世。
阿那婆達多龍王（あなばだった りゅうおう）
榛名の前世。女性。榛名と似たような性格だが榛名曰く阿那婆達多は「下品」らしい。
摩那斯龍王（まなし りゅうおう）
せれなの前世。男性。法城京が現れるずっと前からせれなの夢の中に現れ接触を図っていた。
優鉢羅龍王（うはつら りゅうおう）
五十鈴の前世。法城京へ向かう手段を模索する生まれ変わり達のために、真っ先に龍柱から覚醒した。

## 書誌情報
- 1巻　ISBN 4-08-853887-0
  - 天の巻・第1章 結集
  - 天の巻・第2章 予兆
  - 天の巻・第3章 春雷
  - 天の巻・第4章 閃光
  - 天の巻・第5章 再会
- 2巻　ISBN 4-08-856012-4
  - 天の巻・第6章 召喚
  - 天の巻・第7章 飛天
  - 天の巻・第8章 風塵
  - 天の巻・第9章 前世
  - 番外編・秋の怪談（りぼん1996年秋のびっくり大増刊号掲載） - 前日談。結成間もない生徒会メンバーの話だが、当時中学生のリノとせれなも登場する。
- 3巻　ISBN 4-08-856047-7
  - 天の巻・第10章 覚醒
  - 天の巻・第11章 対戦
  - 天の巻・最終章 青天
  - 恋は束縛（りぼんオリジナル1996年2月号掲載）
  - ナイショで恋して（りぼん1993年4月号掲載）

## その他
- 作者が対戦型格闘ゲーム好きなことから、作中にはそのパロディが見られる（せれなが春日野さくらのコスプレをして勝利ポーズをする、阿那婆達多が不知火舞の勝利ポーズをする、など）。
- また、単行本のおまけページではキャラクターに対戦型格闘ゲームのキャラクターのコスプレをさせる企画もあった（リノ→藤堂香澄（龍虎の拳）、五十鈴→フェリシア（ヴァンパイア）、しぐれ→ダン（ストリートファイターZERO）、伽羅&沙羅→バイス&マチュア（ザ・キング・オブ・ファイターズ））。
- 「恋は束縛」（3巻収録）や、作者の友人である田辺真由美の『まゆみ!』からキャラクターがゲスト出演している。